# 夏の音
「夏の音」（なつのね）は、GReeeeNによる楽曲である。2015年6月10日に、ZEN MUSICより、配信限定でリリース。
後に、2ndベスト・アルバム『C、Dですと!?』に収録された。

## 解説
- 2ndベスト・アルバム『C、Dですと!?』の収録に先駆けて、配信限定でのリリースがされた。
- GReeeeNの配信曲は、『ユメノート』以来となる。

## タイアップ
- キリン「生茶」キャンペーンソング